# Pamendanga pseudoabscissa
Pamendanga pseudoabscissa är en insektsart som beskrevs av Frederick Arthur Godfrey Muir 1918. Pamendanga pseudoabscissa ingår i släktet Pamendanga och familjen Derbidae. Inga underarter finns listade i Catalogue of Life.